# Primera Liga de Croacia 2000-01
La Prva HNL 2000-01 fue la décima temporada de la Primera División de Croacia. El campeón fue el club Hajduk Split que consiguió su cuarto título nacional.
Para esta temporada el número de clubes se mantuvo en doce, el torneo se disputa en una primera fase con partidos de ida y regreso para un total de 22 partidos. Posteriormente se jugó una ronda de playoffs con los seis primeros en disputa del campeón de la temporada y clasificación a copas internacionales y con los seis restantes para determinar un equipo descendido a la 2. HNL.
Los dos equipos descendidos la campaña anterior el NK Istra Pula y el NK Vukovar '91 fueron sustituidos para esta temporada por el Marsonia Slavonski Brod y el NK Čakovec provenientes de la 2. HNL.

## Tabla de posiciones
|  |     | Equipo                  | PJ | PG | PE | PP | GF | GC | DG  | PTS |
|  | --- | ----------------------- | -- | -- | -- | -- | -- | -- | --- | --- |
|  | 1.  | Dinamo Zagreb           | 22 | 13 | 7  | 2  | 49 | 23 | +26 | 46  |
|  | 2.  | NK Osijek               | 22 | 13 | 5  | 4  | 49 | 28 | +21 | 44  |
|  | 3.  | Hajduk Split            | 22 | 12 | 5  | 5  | 39 | 16 | +22 | 41  |
|  | 4.  | NK Zagreb               | 22 | 10 | 4  | 8  | 43 | 38 | +5  | 34  |
|  | 5.  | Slaven Belupo           | 22 | 8  | 8  | 6  | 28 | 23 | +5  | 32  |
|  | 6.  | Varteks Varaždin        | 22 | 8  | 8  | 6  | 42 | 36 | +6  | 32  |
|  | 7.  | NK Čakovec              | 22 | 7  | 6  | 9  | 19 | 28 | -9  | 27  |
|  | 8.  | HNK Šibenik             | 22 | 7  | 5  | 10 | 21 | 30 | -9  | 26  |
|  | 9.  | Hrvatski Dragovoljac    | 22 | 6  | 5  | 11 | 28 | 45 | -17 | 23  |
|  | 10. | Cibalia Vinkovci        | 22 | 3  | 11 | 8  | 23 | 38 | -15 | 20  |
|  | 11. | HNK Rijeka              | 22 | 5  | 4  | 13 | 17 | 32 | -15 | 19  |
|  | 12. | Marsonia Slavonski Brod | 22 | 4  | 4  | 14 | 28 | 49 | -21 | 16  |

|  | Grupo campeonato |
|  | Grupo descenso   |

### Grupo Campeonato
|  |    | Equipo           | PJ | PG | PE | PP | GF | GC | DG  | PTS |
|  | -- | ---------------- | -- | -- | -- | -- | -- | -- | --- | --- |
|  | 1. | Hajduk Split     | 32 | 20 | 6  | 6  | 66 | 23 | +43 | 66  |
|  | 2. | Dinamo Zagreb    | 32 | 19 | 8  | 5  | 70 | 36 | +34 | 65  |
|  | 3. | NK Osijek        | 32 | 17 | 6  | 9  | 61 | 47 | +14 | 57  |
|  | 4. | Varteks Varaždin | 32 | 12 | 9  | 11 | 56 | 56 | 0   | 45  |
|  | 5. | Slaven Belupo    | 32 | 11 | 11 | 10 | 39 | 37 | +2  | 44  |
|  | 6. | NK Zagreb        | 32 | 11 | 5  | 16 | 51 | 58 | -7  | 38  |

### Grupo Descenso
|  |     | Equipo                  | PJ | PG | PE | PP | GF | GC | DG  | PTS |
|  | --- | ----------------------- | -- | -- | -- | -- | -- | -- | --- | --- |
|  | 7.  | HNK Šibenik             | 32 | 12 | 7  | 13 | 40 | 40 | 0   | 43  |
|  | 8.  | NK Čakovec (A)          | 32 | 10 | 9  | 13 | 28 | 37 | -9  | 39  |
|  | 9.  | Cibalia Vinkovci        | 32 | 5  | 18 | 9  | 31 | 45 | -14 | 33  |
|  | 10. | HNK Rijeka              | 32 | 9  | 6  | 17 | 30 | 44 | -14 | 33  |
|  | 11. | Hrvatski Dragovoljac    | 32 | 8  | 9  | 15 | 35 | 57 | -22 | 33  |
|  | 12. | Marsonia Slav. Brod (A) | 32 | 7  | 8  | 16 | 41 | 68 | -27 | 29  |

- (A) : Ascendido la temporada anterior.

|  | Campeón y clasificado a la Liga de Campeones de la UEFA 2001-02. |
|  | Clasificado a la Copa de la UEFA 2001-02.                        |
|  | Playoffs de Promoción-Descenso.                                  |

### Promoción
El Marsonia Slavonski Brod mantuvo su lugar en la máxima categoría al superar por la regla del gol de visita al NK Solin campeón de la 2. HNL.
| 3 de junio de 2001 | NK Solin | 5:2 | Marsonia Slavonski Brod |  |  |

| 10 de junio de 2001 | Marsonia Slavonski Brod | 3:0 | NK Solin |  |  |

## Máximos Goleadores
| Jugador       | Club          | Goles |
| ------------- | ------------- | ----- |
| Tomo Šokota   | Dinamo Zagreb | 20    |
| Marijo Dodik  | Slaven Belupo | 17    |
| Ivica Olić    | Marsonia      | 16    |
| Boško Balaban | Dinamo Zagreb | 14    |
| Stanko Bubalo | Hajduk Split  | 14    |
| Ivan Leko     | Hajduk Split  | 13    |